# Aircall
Aircall est une entreprise française fondée en 2014, spécialisée dans la conception de solutions de téléphonie d’entreprise basées sur le cloud et localisée à Paris, New York, Madrid et Sydney.

## Historique
Aircall est créée en 2014 par Olivier Pailhes, Jonathan Anguelov, Pierre-Baptiste Béchu et Xavier Durand. Aircall propose aux entreprises (principalement des PME et des ETI) un système téléphonique basé dans le cloud.  
En 2016, l’entreprise s’installe à New York pour mieux s’implanter sur le marché américain. En 2017, Aircall voit son chiffre d'affaires tripler et se pose en alternative aux systèmes traditionnels. 
En 2018, Aircall réalise une nouvelle augmentation de capital de 29 millions de dollars auprès de Draper Esprit, NextWorld Capital et Newfund. En avril 2020, Aircall lance avec le gouvernement français et Salesforce un site pour lutter contre l'illettrisme numérique. En mai 2020, Aircall lève 65 millions de dollars auprès du fonds DTCP, des investisseurs Adam Street, eFounders, Draper Esprit, Balderton et Next World, portant le financement total à plus de 100 millions de dollars.
L’entreprise annonce en mars 2021 qu’elle compte doubler de taille en recrutant 300 personnes afin de renforcer son pôle recherche et développement et son internationalisation, notamment en Europe et vers l’Asie-Pacifique. Afin d'enrichir son produit, Aircall annonce en 2021 inclure les SMS dans l'intégralité de ses offres. En juin 2021, la société réalise une nouvelle levée de fonds de 120 millions de dollars, faisant d'Aircall la 16e licorne française, aux côtés de la plupart de ses investisseurs historiques et menée par la banque Goldman Sachs.

## Activités
Aircall propose des solutions de téléphonie basées sur le cloud pour les entreprises, sans requérir de ligne de téléphonie fixe ni de système PABX.
La technologie utilisée repose sur la Voix sur IP (VoIP) – plus précisément le WebRTC – de sorte que les solutions peuvent être exploitées depuis tout appareil connecté à Internet. Elle comprend des fonctionnalités communes aux systèmes PBX, comme le serveur vocal interactif et la distribution automatique d’appels. Ces fonctionnalités peuvent être configurées et personnalisées par tout utilisateur professionnel. La technologie utilisée permet également d’intégrer au logiciel des outils commerciaux, comme Salesforce, HubSpot, Zendesk et Shopify.
Aircall facture à l’utilisateur un abonnement mensuel de 30 à 50 euros.